# Cissus triternata
Cissus triternata là một loài thực vật hai lá mầm trong họ Nho. Loài này được Miq. miêu tả khoa học đầu tiên năm 1861.